# Pedro Aparicio Sánchez
Pedro Aparicio Sánchez (Madrid, 4 de octubre de 1942-Málaga, 25 de septiembre de 2014) fue un médico, profesor, político español del Partido Socialista Obrero Español, alcalde de Málaga desde el 15 de mayo de 1979 hasta el 17 de junio de 1995 y posteriormente eurodiputado del Parlamento Europeo por España del 19 de julio de 1994 hasta el 19 de julio de 2004.

## Biografía
Licenciado en Medicina por la Universidad Complutense de Madrid en 1966. Graduado en la Escuela Oficial de Periodismo de Madrid en 1973. Doctor, con premio extraordinario, en Medicina y Cirugía por la Universidad Autónoma de Barcelona en 1976. Jefe de la Sección de Cirugía Vascular de la Residencia Sanitaria de Málaga. Fue profesor titular de Cirugía en la Facultad de Medicina de la Universidad de Málaga. 
Fue alcalde de Málaga durante cuatro legislaturas, desde 1979 a 1995 y primer presidente de la Federación Española de Municipios y Provincias. Miembro de la Conferencia de Poderes Locales del Consejo de Europa de 1980 a 1994, eurodiputado en el Parlamento Europeo de 1994 a 2004, Parlamentario andaluz (1982-1986) y presidente del PSOE de Andalucía (1994-2000).
Escribió Sur de Europa, una selección de artículos publicados en el diario Sur entre 2004 y 2012 que posteriormente fueron recogidos en el libro Mi última instancia editado tras su muerte.
Durante sus mandatos municipales se realizaron diferentes proyectos para el desarrollo de Málaga. Destacan entre ellos la compra y apertura al público de la casa natal de Picasso, el Jardín Botánico La Concepción y el Teatro Cervantes, la creación de la Orquesta Filarmónica de Málaga (inicialmente Orquesta Ciudad de Málaga), el saneamiento integral de la ciudad, el nuevo Parque Cementerio, los Paseos Marítimos del Este o la pavimentación y alumbrado de 52 barriadas.